# ДОТ № 502 (КиУР)

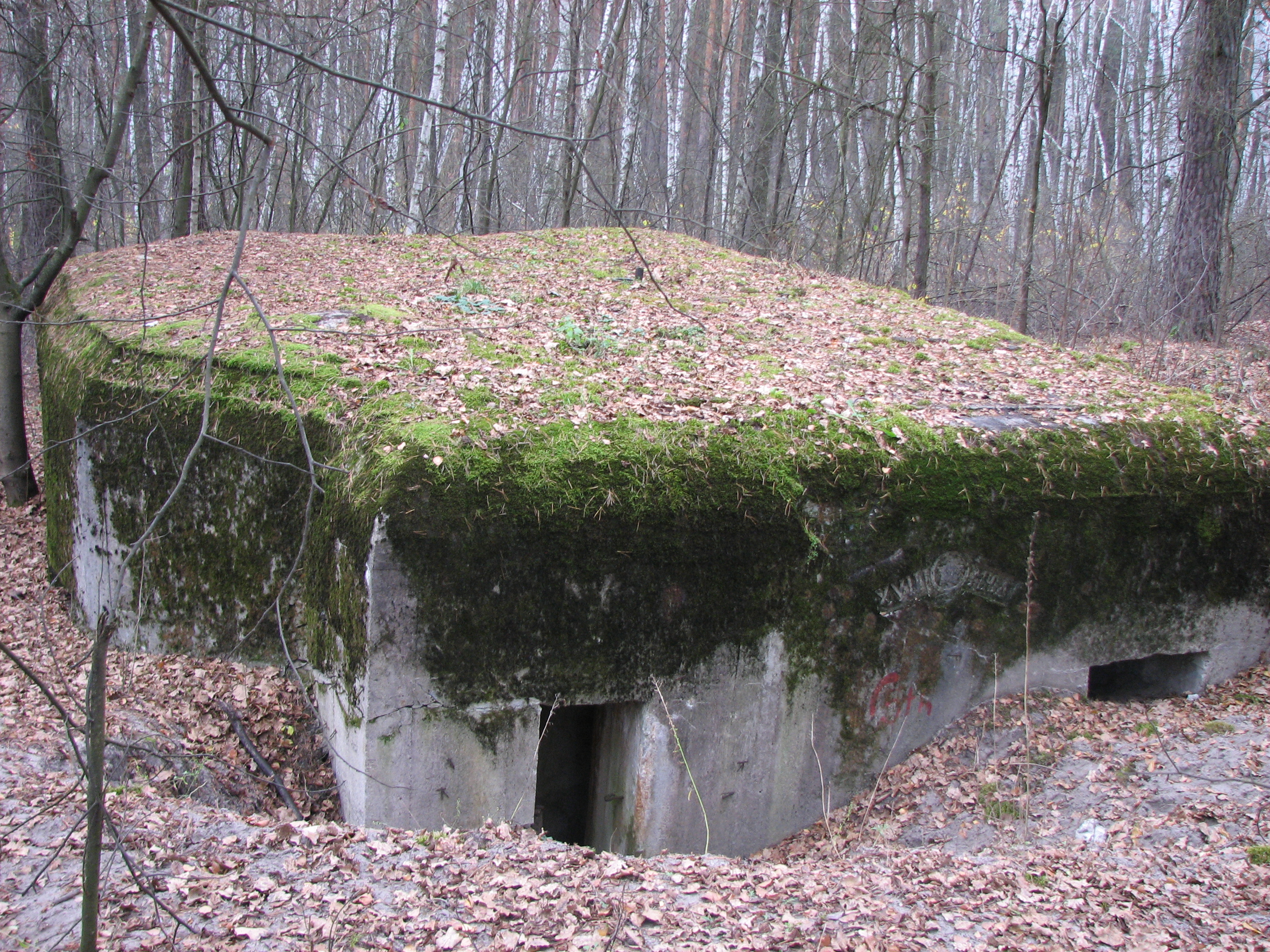
ДОТ № 502

50°34′30.46″ пн. ш. 30°18′03.83″ сх. д. / 50.5751278° пн. ш. 30.3010639° сх. д.
ДОТ № 502 — довготривала оборонна точка, що входила до складу першої лінії оборони Київського укріпленого району. Розташована у лісі неподалік с. Горенка.

## Історія

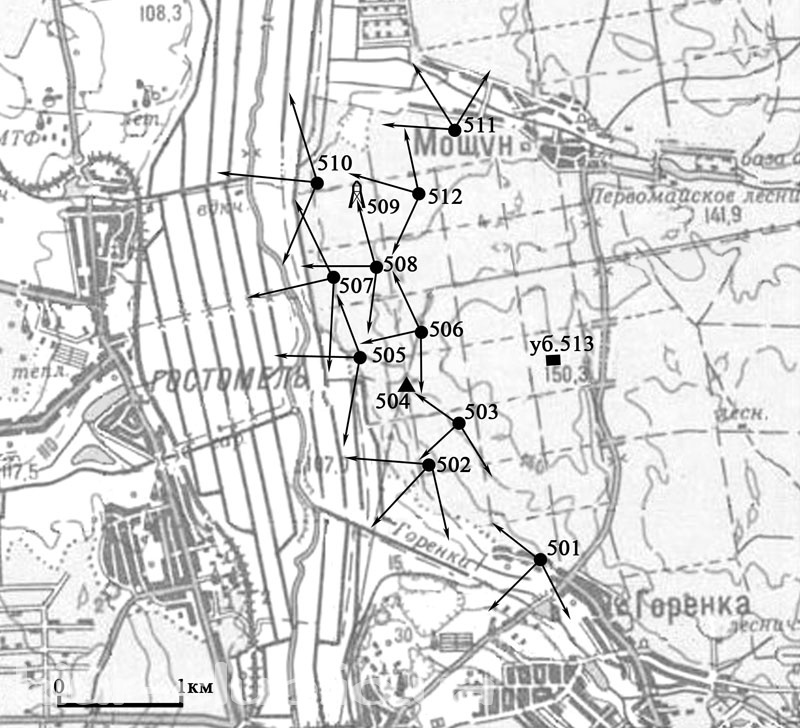
ДОТ № 502 у системі оборони 13-го БРО КиУР

ДОТ було побудовано у 1931 році на західній ділянці оборони Києва безпосередньо на передньому краї укріпрайону північніше села Горенка. Ця фортифікаційна споруда мала 1 поверх, 3 амбразури для станкових кулеметів (основне озброєння). Його клас стійкості «М1». Тобто споруда могла витримати 1 влучення 203-мм гаубиці.
Організаційно він входив до складу 13-го батальйонного району оборони (БРО) КиУРа, що прикривав район сіл Горенка — Мощун. Взагалі у порівнянні з 1-м батальйонним районом оборони, де оборонні споруди часто були віддалені одна від одної та не прикривали одна одну вогнем (див. ДОТ № 481, ДОТ № 487), споруди 13-й БРО були щільно розташовані на місцевості та повністю контролювали своїми кулеметами дану ділянку оборони.
З початком Німецько-радянської війни гарнізон самої оборонної точки складався з бійців 161-го окремого кулеметного батальйону КиУР. До 24 — 25 серпня 1941 року ДОТ знаходився у тилу радянських військ, бо фронт пролягав західніше. Під час другого штурму КиУР, що розпочався 16 вересня 1941 року, ДОТ № 502 не мав бойового контакту із супротивником. Вдень 18 вересня війська 37-ї армії Південно-Західного фронту розпочали за наказом відхід з КиУРа та міста Київ. Гарнізони ДОТ КиУР належали до останніх, хто відходив на лівий берег Дніпра, серед них був і гарнізон ДОТ № 502. Вдень 19 вересня передові загони 71-ї піхотної дивізії німців зайняли територію 13-го БРО без бою, затримуючи лише дезертирів-червоноармійців та перебіжчиків.

## Сьогодення
ДОТ в гарному стані, має статус пам'ятки історії, науки і техніки місцевого значення (наказ Міністерства культури України від 20.01.2012 № 45, охоронний номер 513/61-Ко).

## Галерея

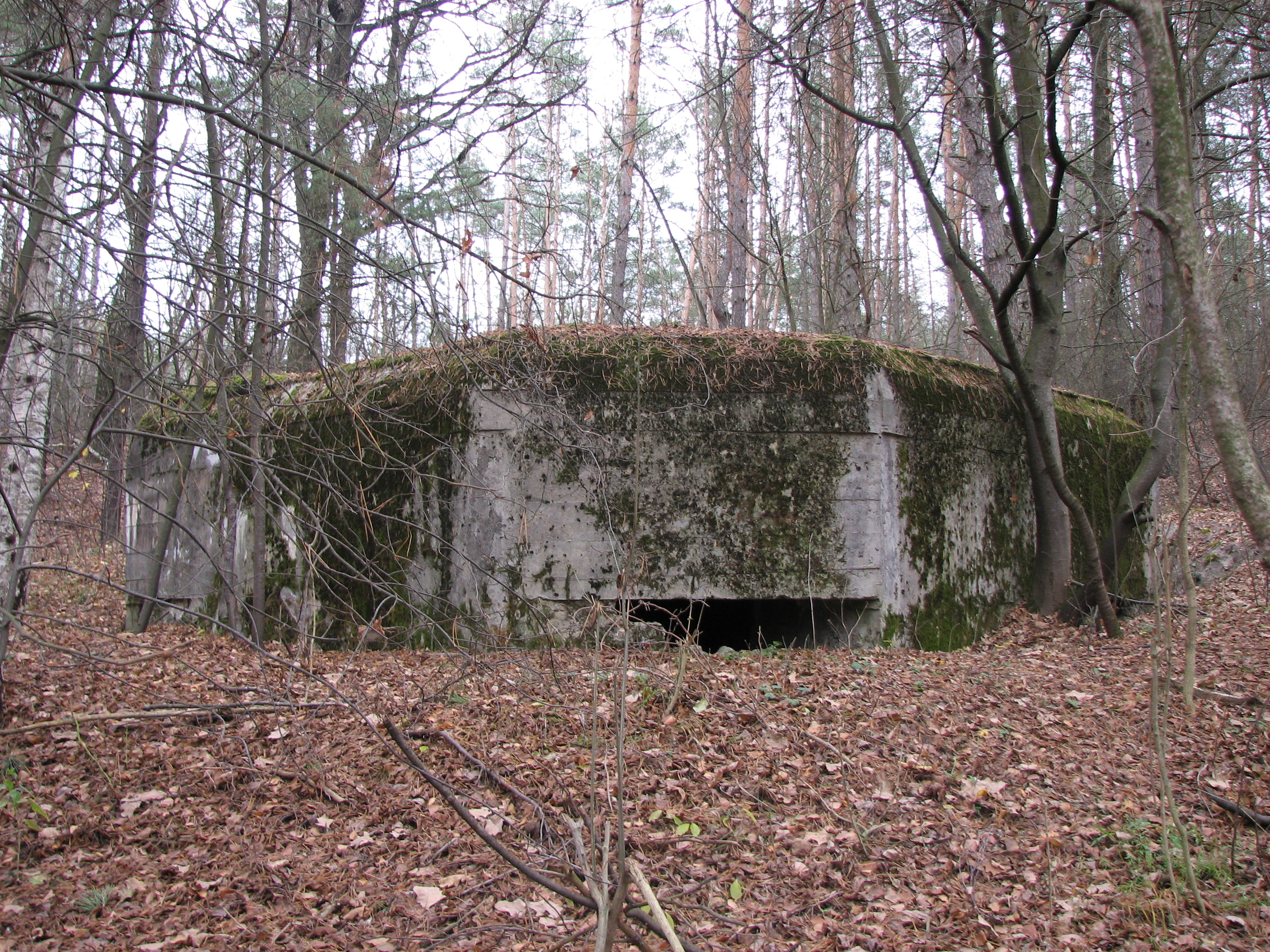
Загальний вид споруди.
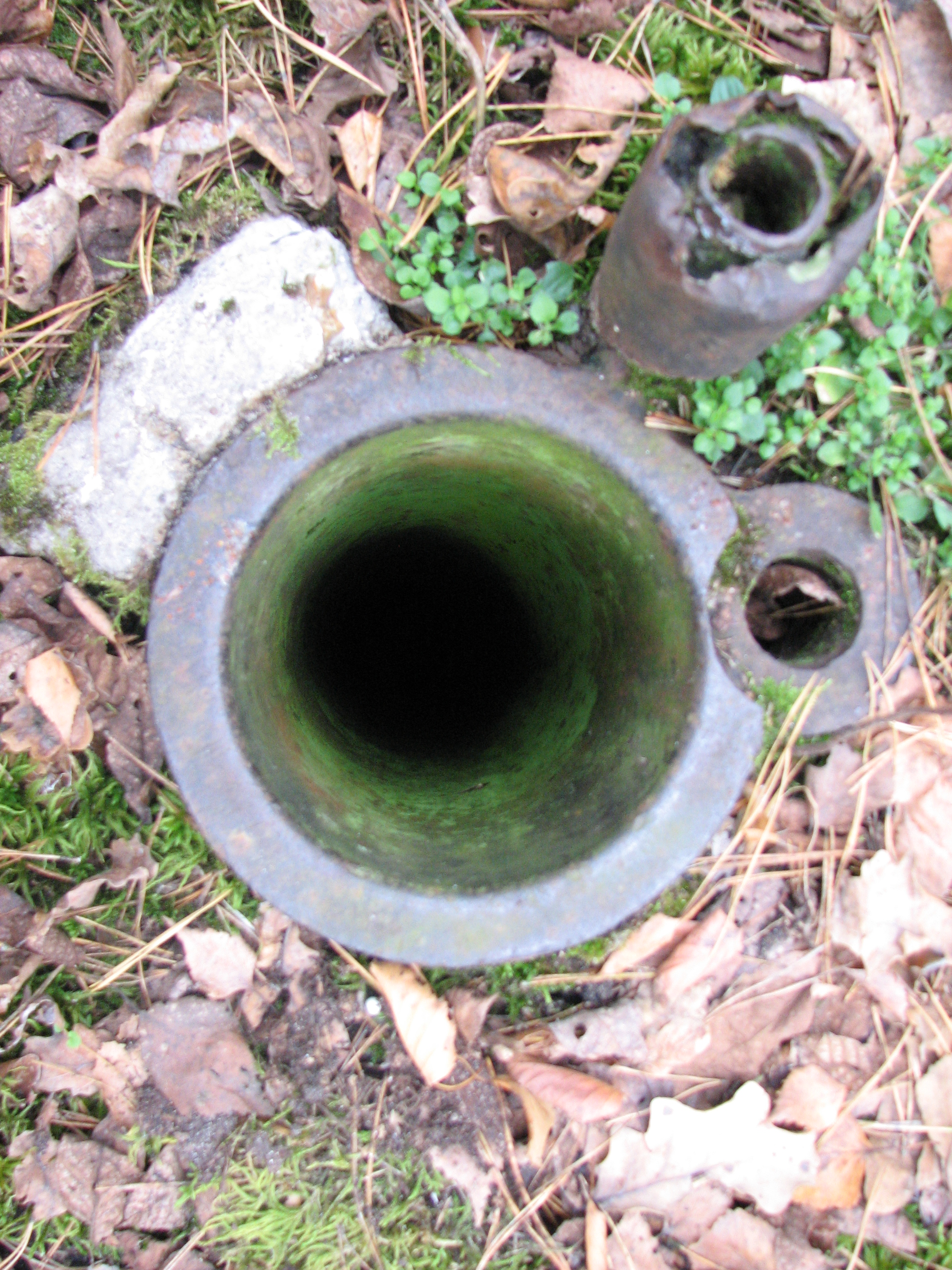
Обсадна труба перископа на даху ДОТ.
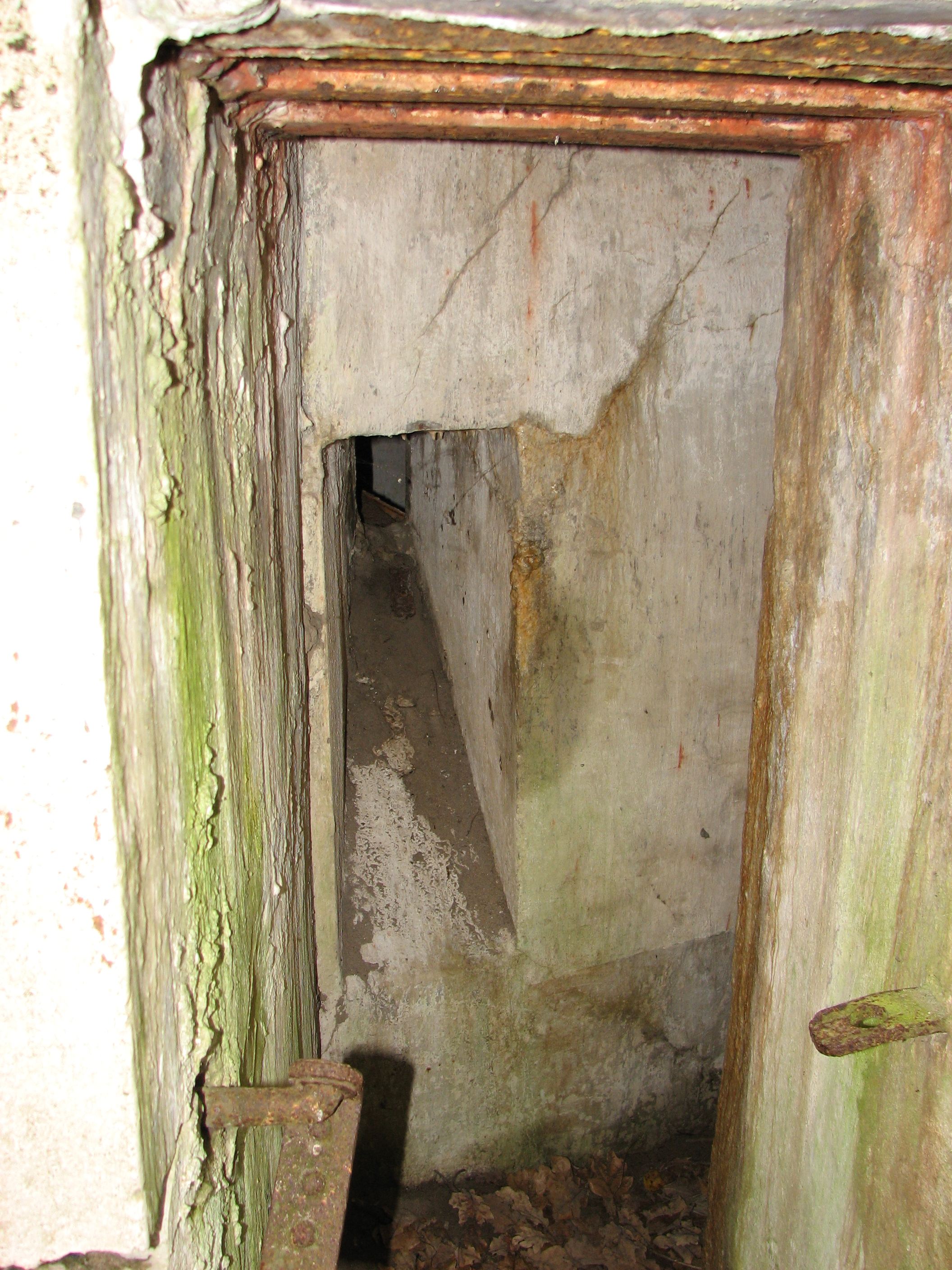
Вспоміжна амбразура для ручного кулемета для захисту входу.
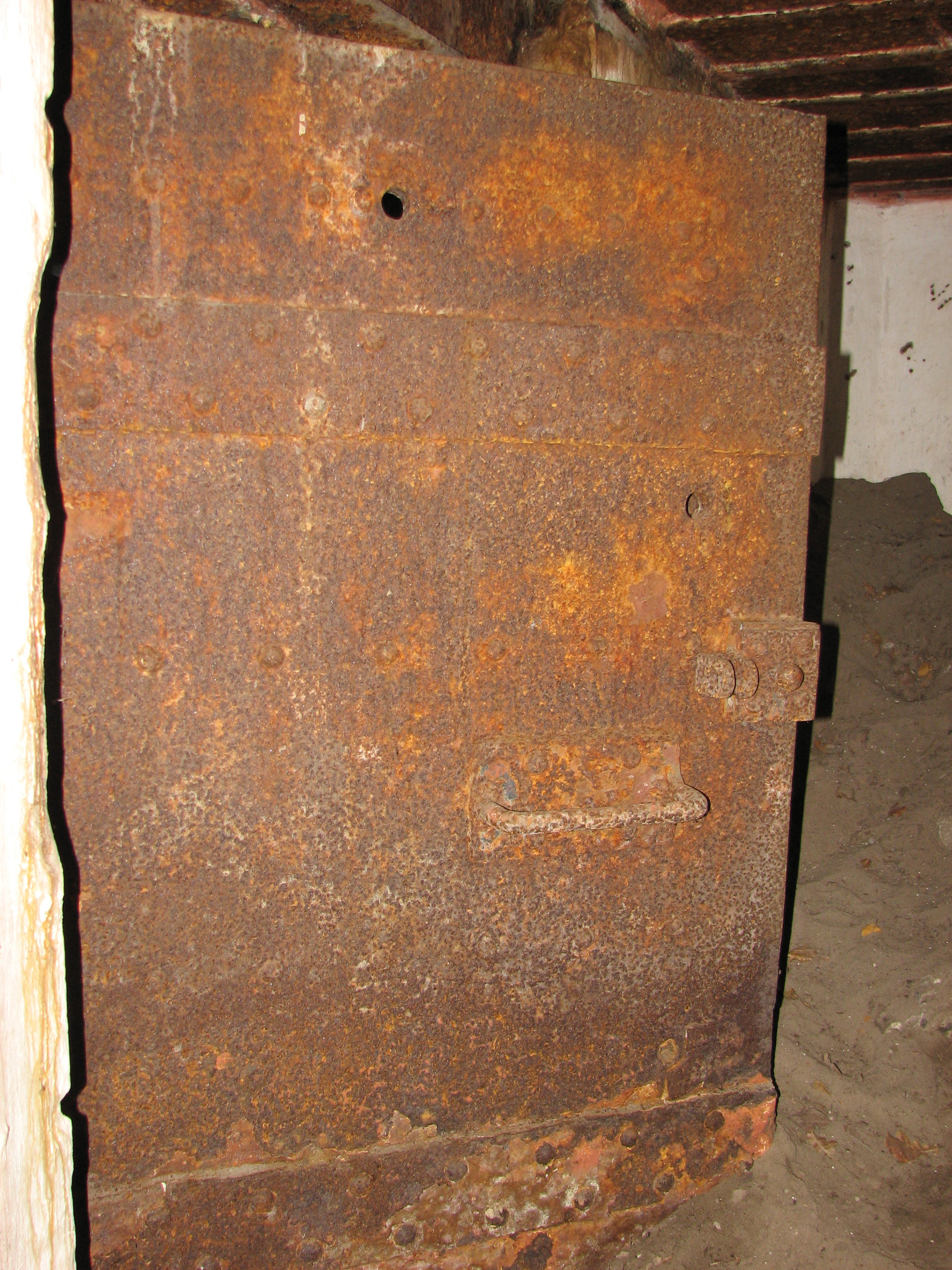
Броньовані двері.